# Mongools curlingteam (gemengddubbel)
Het Mongools curlingteam vertegenwoordigt Mongolië in internationale curlingwedstrijden.

## Geschiedenis
Mongolië maakte zijn debuut op het internationale curlingtoneel in 2025 tijdens de Aziatische Winterspelen in het Chinese Harbin. Het land kon in de groepsfase geen enkele wedstrijd winnen en eindigde uiteindelijk op de twaalfde en laatste plaats.
Australië · België · Brazilië · Bulgarije · Canada · China · Chinees Taipei · Denemarken · Duitsland · Engeland · Estland · Filipijnen · Finland · Frankrijk · Griekenland · Groot-Brittannië · Guyana · Hongarije · Hongkong · Ierland · India · Israël · Italië · Jamaica · Japan · Kazachstan · Kirgizië · Koeweit · Kosovo · Kroatië · Letland · Litouwen · Luxemburg · Mexico · Mongolië · Nederland · Nieuw-Zeeland · Nigeria · Noorwegen · Oekraïne · Oostenrijk · Polen · Portugal · Puerto Rico · Qatar · Roemenië · Rusland · Saoedi-Arabië · Schotland · Servië · Slovenië · Slowakije · Spanje · Thailand · Tsjechië · Turkije · Verenigde Staten · Wales · Wit-Rusland · Zuid-Korea · Zweden · Zwitserland